# Pravoslavná církevní obec v Litoměřicích
Pravoslavná církevní obec v Litoměřicích při chrámu svatého Václava je církevní správní jednotka sdružující společenství pravoslavných věřících v Litoměřicích a okolí.

## Historie farnosti
Původně gotický kostel svatého Václava, který byl poničený během třicetileté války byl obnoven počátkem 18. století v barokním stylu O. Broggiem. Město Litoměřice jej v roce 1714 nechalo na své náklady obnovit jako poděkování za odvrácení morové nákazy. Chrám je součástí městského majetku. Od roku 1945 je poskytnut pro konání bohoslužeb pravoslavné církve. Rok 1945 je zároveň rokem vzniku litoměřické pravoslavné církevní obce. 
Po řadu let byl duchovním správcem církevní obce při chrámu svatého Václava oblíbený archimandrita Martin Marek Krupica. Zasloužil se o zásadní renovaci interiéru tohoto chrámu (výstavba nového zpěváckého kůru, pořízení nového ikonostasu, výzdoba kopule nad chrámovou lodí, pořízení nových zaoltářních ikon atd.). Rovněž stál, spolu s o. Šantinem, u zrodu církevní obce v Roudnici nad Labem, pro jejíž bohoslužby získal tamní kapli svatého Josefa, která tak po mnoha letech bez smysluplného využití se opět stala místem pravidelných bohoslužeb. Roudnická církevní obec se tak stala filiálkou litoměřické farnosti, a posléze samostatnou farností.
Ve farnosti dlouhodobě působí protodiákon Hanuš Nykl.

### Duchovní správcové vedoucí farnost
- 1945–1988: vícero duchovních
- 1988–2001 protopresbyter ThDr. Mojmír Žalčík ThD, administrátor/duchovní správce správce[3] (v letech 1994–1996 v součinnosti se starostou chrámu Karlem Riedlem nechal  opravit chrám, kompletně exteriér)
- 2001–2003 archimandrita Martin Marek Krupica, administrátor
- 2003–2018 archimandrita Martin Marek Krupica, duchovní správce
- 2018–2021 o. Ivan Přemysl Hadrava, administrátor
- 2021–úřadující o. Petr Novák, duchovní správce[4]

## Galerie

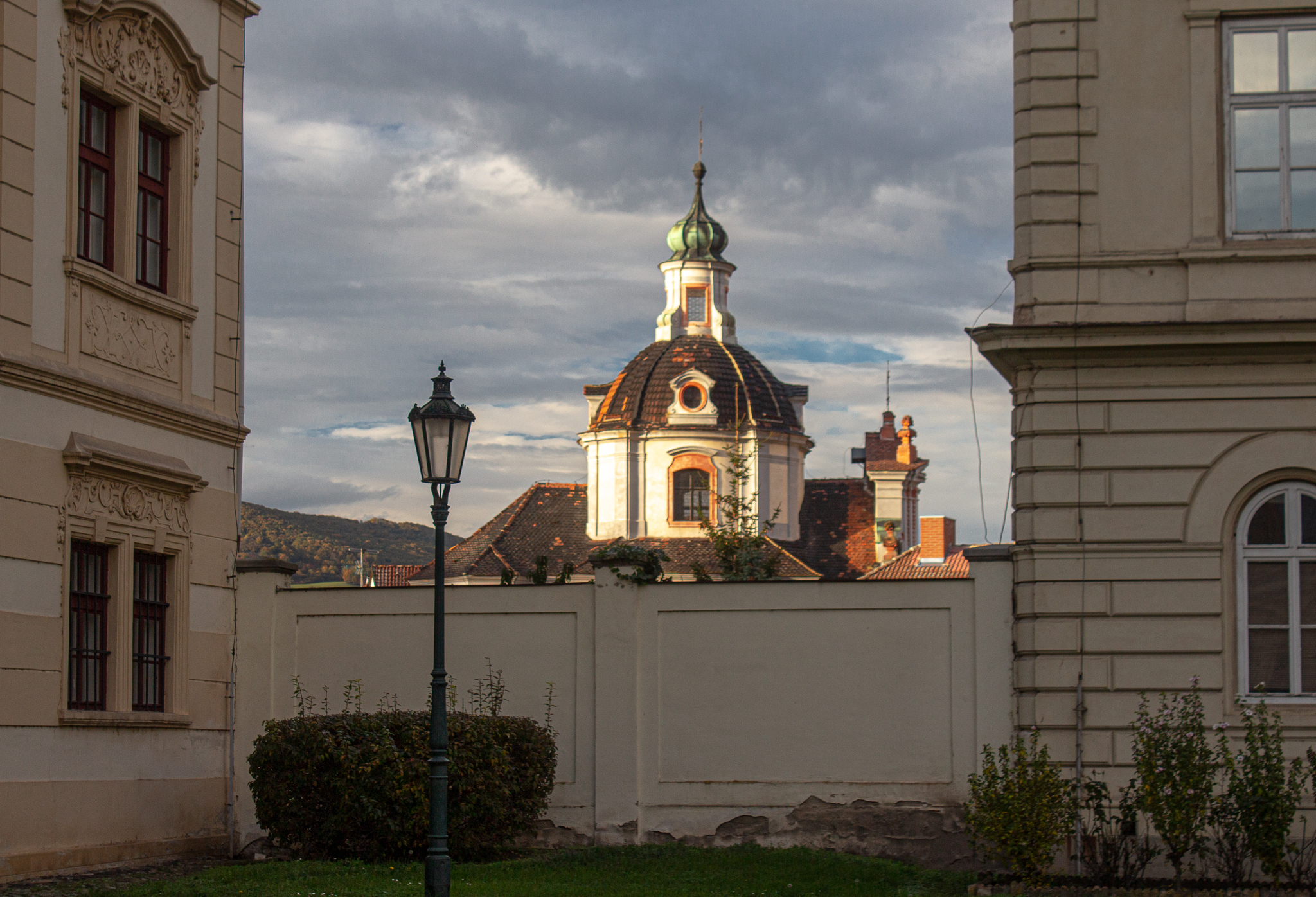
Kupole chrámu sv. Václava z Dómského náměstí
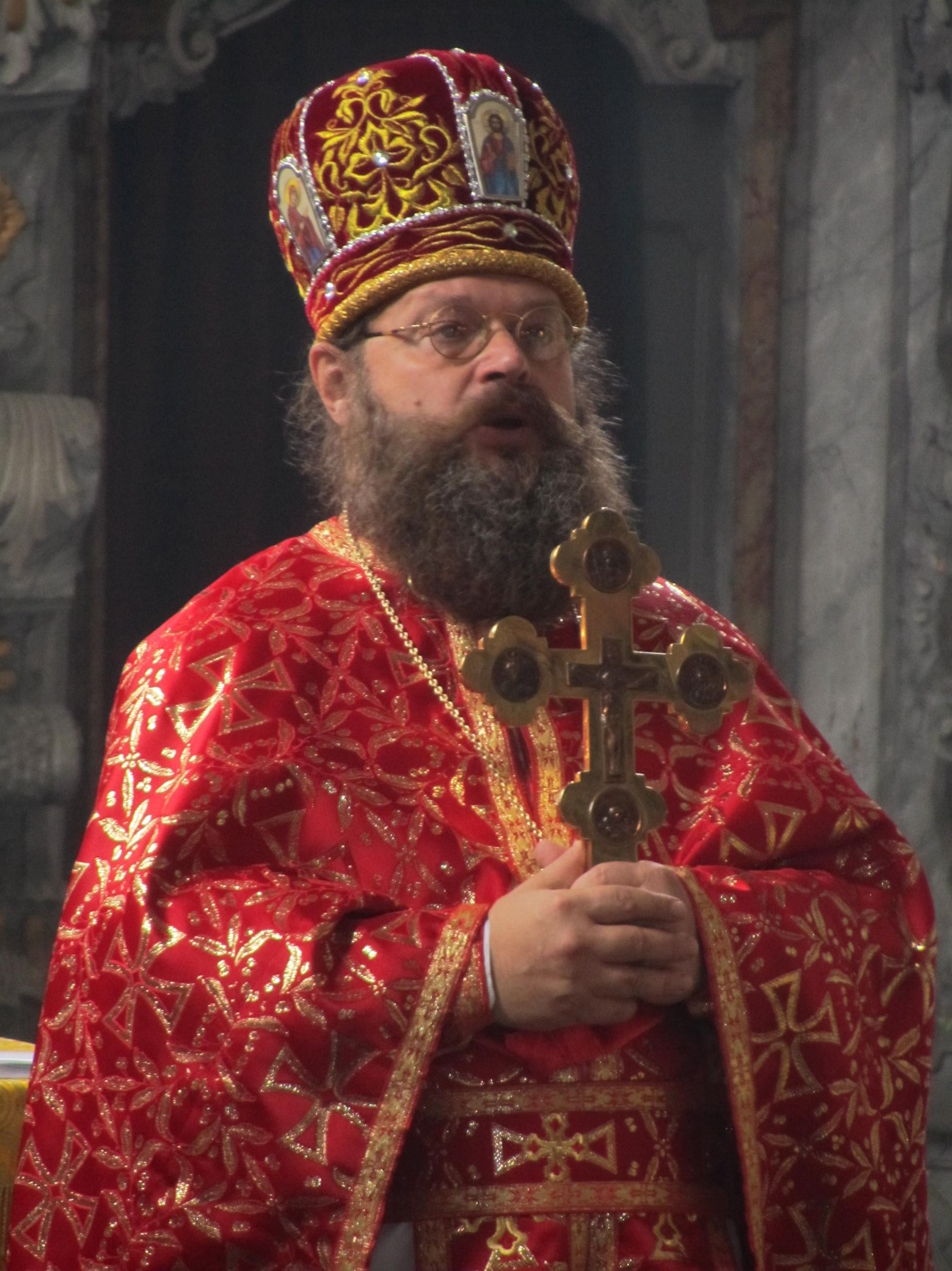
Archimandrita Marek (Krupica), dlouholetý správce církevní obce
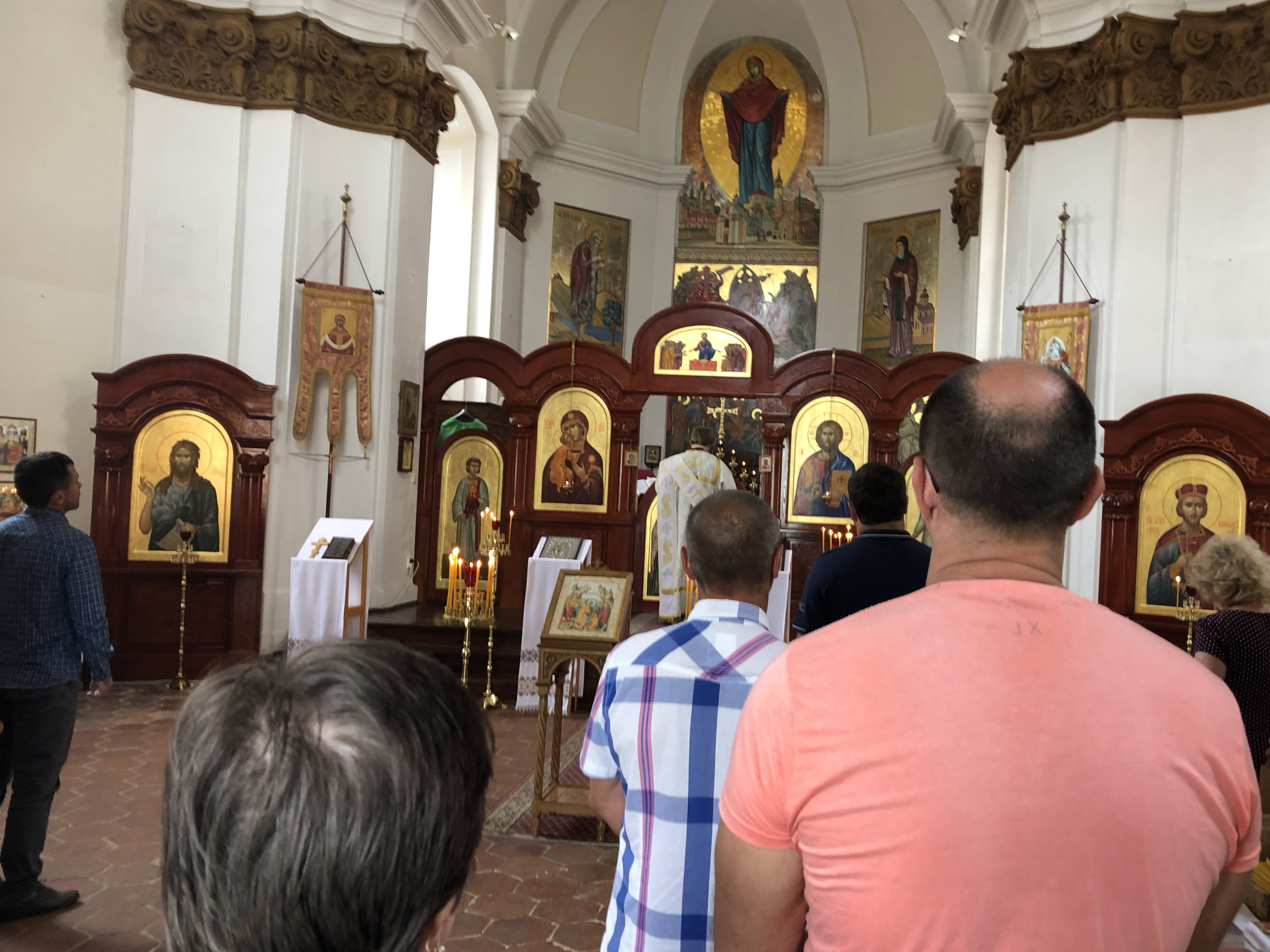
Věřící litoměřické farnosti v chrámu během liturgie
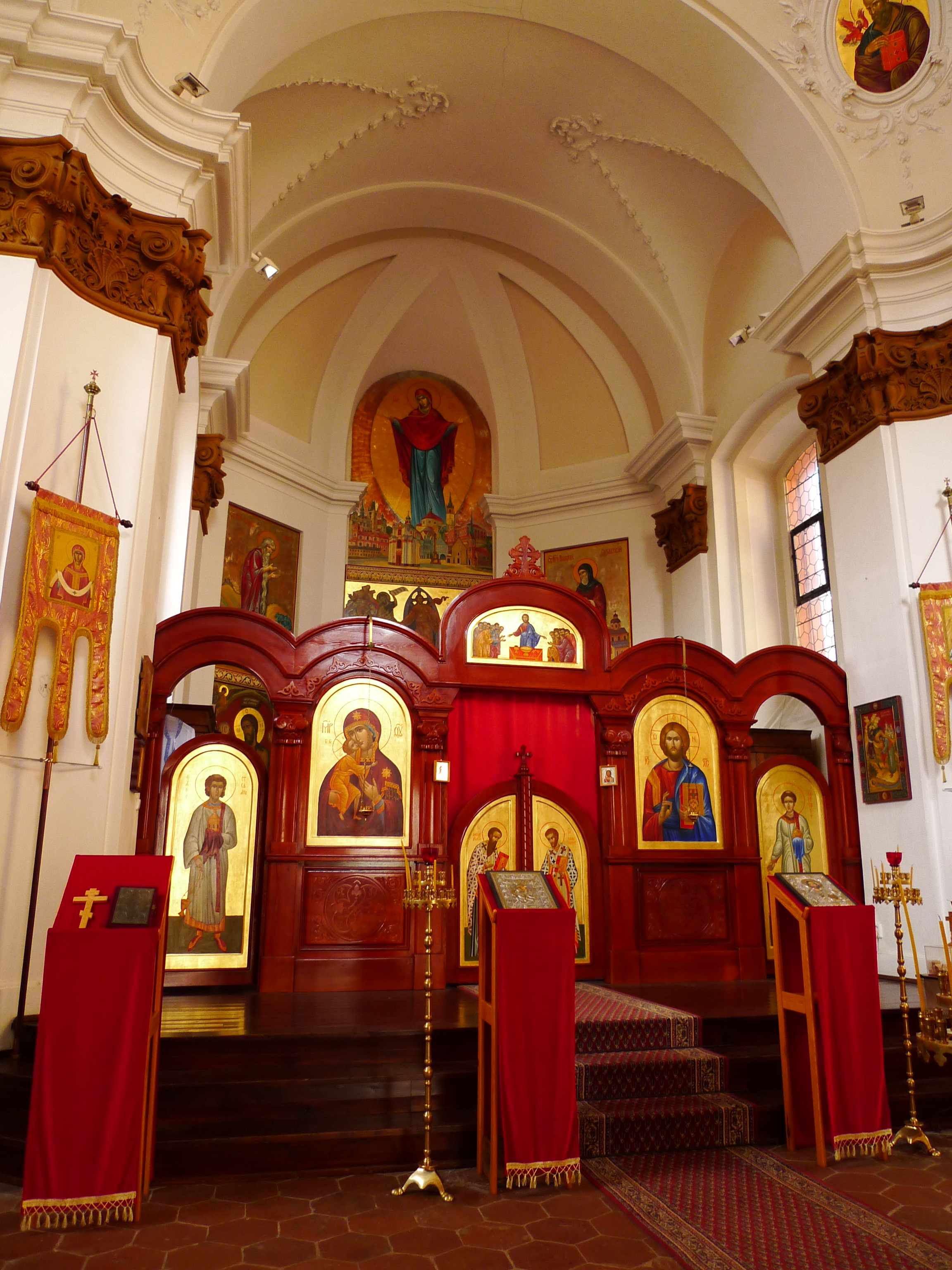
Ikonostas ve farním chrámu